# Hyloxalus leucophaeus
Hyloxalus leucophaeus es una especie de anfibio anuro de la familia Dendrobatidae.

## Distribución geográfica
Esta especie es endémica de la provincia de Chachapoyas en la región de Amazonas en Perú. Habita en Molinapampa a unos 2400 m de altitud en la Cordillera Central.

## Descripción
Los machos miden de 24.7 a 25.2 mm y las hembras de 23.7 a 26.1 mm.

## Publicación original
- Duellman, 2004 : Frogs of the genus Colostethus (Anura, Dendrobatidae) in the Andes of northern Peru. Scientific Papers of the Natural History Museum, University of Kansas, n.º 35, p. 1-49[5]